# Monommata dissimile
Monommata dissimile är en hjuldjursart som beskrevs av Berzinš 1949. Monommata dissimile ingår i släktet Monommata och familjen Notommatidae. Arten är reproducerande i Sverige. Inga underarter finns listade i Catalogue of Life.